# Пташиний заказник
Пташи́ний — ландшафтний заказник місцевого значення в Україні. Розташований на території Доманівського району Миколаївської області, у межах Доманівської селищної ради.
Площа — 36,8 га. Статус надано згідно з рішенням Миколаївської обласної ради від № 20 від 18.03.1994 року задля охорони флористичних комплексів.
Заказник розташований на південь від смт Доманівка.
На території заповідного об'єкту охороняється рослинність вапнякових відслонень.